# Brendan Coyle
Brendan Coyle (ur. 2 grudnia 1962 w Corby) – angielsko-Irlandzki aktor filmowy i telewizyjny.
W 1999 zdobył nagrodę Oliviera za najlepszą rolę drugoplanową w sztuce Conora McPhersona The Weir. Zagrał kamerdynera Batesa w serialu Downton Abbey, za którą to rolę otrzymał nominację do nagrody Primetime Emmy Award dla najlepszego aktora drugoplanowego w serialu dramatycznym oraz nominację do nagrody BAFTA dla najlepszego aktora drugoplanowego.

## Życiorys
Urodził się jako David Coyle w rodzinie Szkotki i Irlandczyka. W wieku 17 lat przeprowadził się do Dublina i przystąpił do Focus Theatre, prowadzonego przez kuzynkę jego matki, Mary Elizabeth Burke-Kennedy. Zanim w 1983 otrzymał stypendium w Mountview Academy of Theatre Arts w Londynie spędził rok podróżując po kraju jako kierownik sceny. Po ukończeniu studiów przez dwa sezony pracował w Lyric Theatre w Belfaście.
Ze względu na swoje brytyjskie urodzenie i irlandzkie pochodzenie posiada obywatelstwo brytyjskie i irlandzkie. Jest stryjecznym dziadkiem był znany menedżer piłkarski Matt Busby. Mieszka w Norfolk.

## Wybrana filmografia
- 1997: Jutro nie umiera nigdy – marynarz
- 1998: The General – lider UVF
- 1999: I Could Read the Sky – Francie
- 2002: Rockface (serial telewizyjny) – Douglas McLanaghan
- 2004: North & South (serial telewizyjny) – Nicholas Higgins
- 2005: Obłęd – Damon
- 2005: Jericho (serial telewizyjny) – Christie
- 2008-2010: Lark Rise to Candleford (serial telewizyjny) – Robert Timmins
- 2009: Perrier's Bounty – Jerome
- 2010-2015: Downton Abbey (serial telewizyjny) – John Bates
- 2012: Kruk: Zagadka zbrodni – Reagan
- 2015: Detektyw Murdoch – Mr. Rankin
- 2016: Zanim się pojawiłeś – Bernard Clark
- 2016: 12 małp (serial telewizyjny) – Dr Benjamin Kalman
- 2018: Maria, królowa Szkotów – Earl of Lennox
- 2018: Requiem (serial telewizyjny) – Stephen Kendrick
- 2019: Downton Abbey – John Bates
- 2022: Downton Abbey: Nowa epoka – John Bates